# 로이드 잉그래엄

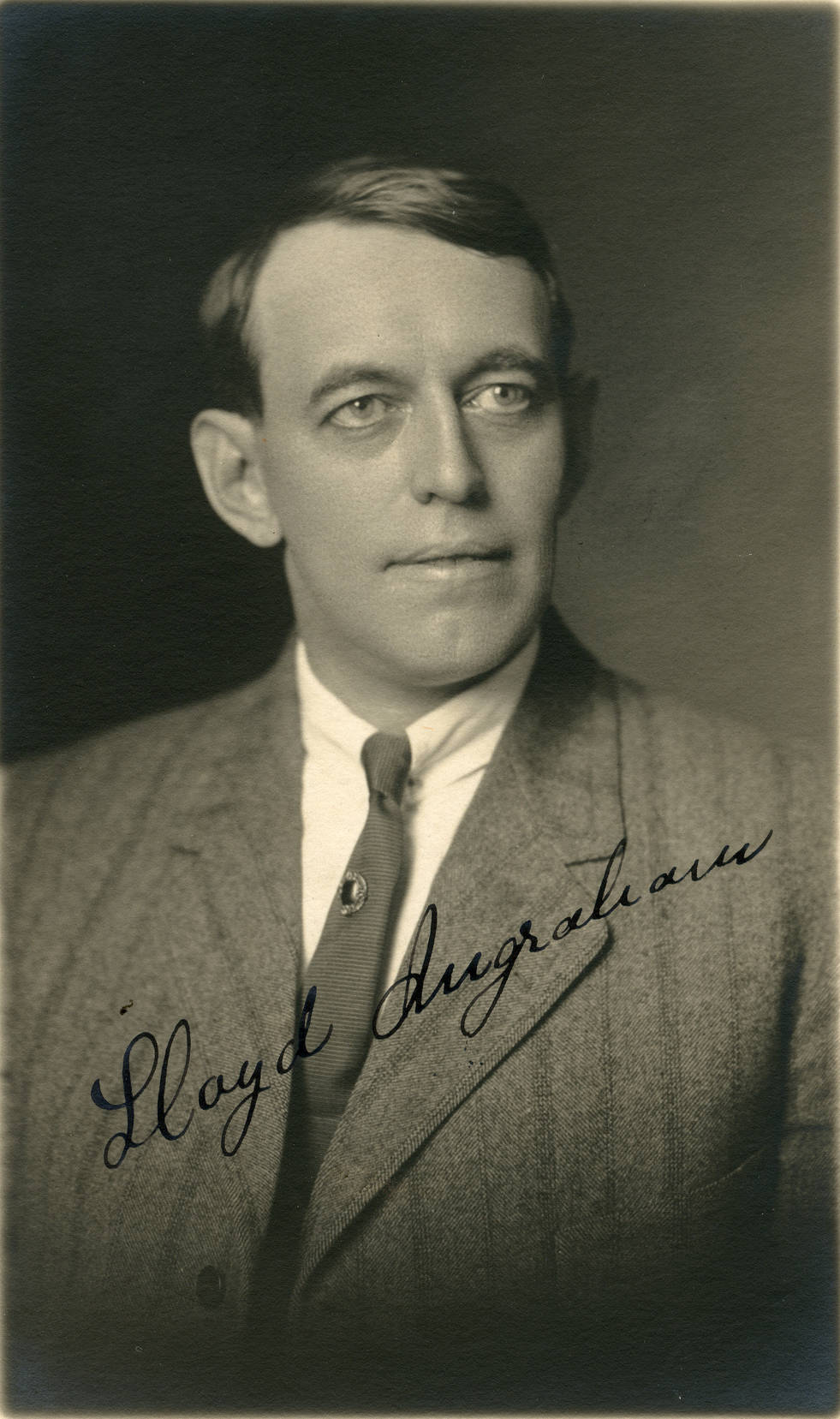

로이드 잉그래엄(Lloyd Ingraham, 1874년 11월 30일 ~ 1956년 4월 4일)은 미국의 영화 감독, 배우, 영화배우, 각본가이다.
로셸에서 태어났으며 우들랜드힐스에서 사망하였다. 사인은 폐렴이다.

## 영화
- 러버 컴 백 (1946년)
- 세계의 어머니 (1946년)
- 일곱 번째 희생자 (1943년)
- 페이퍼 블렛 (1941년)
- 샤도우 (1940년)
- 멜로디 랜치 (1940년)
- 럭키 파트너 (1940년)
- 딕 트레이시스 G-멘 (1939년)
- 이스트 사이드 오브 헤븐 (1939년)
- 러브 어페어 (1939년)
- 스미스씨 워싱톤 가다 (1939년)
- 포효하는 20년대 (1939년)
- 쉐인 온, 하베스트 문 (1938년)
- 버저런티스 알 커밍 (1936년)
- 모던 타임즈 (1936년)
- 몬타나 문 (1930년)
- 언테임드 (1929년)
- 인톨러런스 (1916년)